# Іссам Шебак
Іссам Шебак (араб. عصام شباك, фр. Issam Chebake, нар. 12 жовтня 1989, Агадір) — марокканський футболіст, захисник кіпрського клубу АПОЕЛ та національної збірної Марокко. Відомий за виступами в низці європейських клубів. Чемпіон Кіпру.

## Клубна кар'єра
Іссам Шебак народився в марокканському місті Агадір, проте ще в підлітковому віці перебрався до Франції, де розпочав виступи на футбольних полях у складі нижчолігових команд «Форбаш» і «Сарр Юньйон». У 2013—2014 роках Шебак грав за третьоліговий французький клуб «Родез».
У 2014 році футболіст перейшов до клубу Ліги 2 «Гавр», у складі якого грав до 2017 року, та став одним із гравців основного складу. З 2017 до 2021 року Шебак грав у складі клубу Турецької Суперліги «Єні Малатьяспор», де також став гравцем основного складу.
З 2021 року Іссам Шебак грає у складі кіпрського клубу АПОЕЛ. У сезоні 2023—2024 року футболіст у складі команди став Чемпіон Кіпру.

## Виступи за збірну
У 2016 році Іссам Шебак дебютував у складі національної збірної Марокко. У складі збірної грав до 2020 року, провів у її складі 8 матчів, у яких забитими м'ячами не відзначився.

## Титули і досягнення
- Чемпіон Кіпру (1):

АПОЕЛ: 2023–2024
- Володар Суперкубка Кіпру (1):

АПОЕЛ: 2024